# Port-Saint-Père
Port-Saint-Père (bretonisch: Porzh-Pêr; Gallo: Port-Saent-Pèrr) ist eine französische Gemeinde mit 3.046 Einwohnern (Stand: 1. Januar 2022) im Département Loire-Atlantique in der Region Pays de la Loire. Sie gehört zum Arrondissement Nantes und zum Kanton Machecoul-Saint-Même.
Die Einwohner werden Port-Saint-Périns und Port-Saint-Périnnes genannt.

## Geographie
Die Gemeinde Port-Saint-Père liegt an der Acheneau rund 20 Kilometer südwestlich von Nantes in der historischen Landschaft Pays de Retz.
Durch die Gemeinde führt die frühere Route nationale 758 und die Bahnstrecke Nantes–Saint-Gilles-Croix-de-Vie.

### Nachbargemeinden
Umgeben ist Port-Saint-Père von den Nachbargemeinden Brains im Norden und Nordosten, Saint-Léger-les-Vignes im Osten, Saint-Mars-de-Coutais im Südosten und Süden, Sainte-Pazanne im Süden und Südwesten, Saint-Hilaire-de-Chaléons im Südwesten, Rouans im Westen und Nordwesten sowie Cheix-en-Retz im Nordwesten.

## Bevölkerungsentwicklung
| Jahr      | 1962 | 1968 | 1975 | 1982 | 1990 | 1999 | 2011 | 2022 |
| Einwohner | 1349 | 1361 | 1370 | 1716 | 1695 | 2141 | 2787 | 3046 |

## Sehenswürdigkeiten
- Kirche Saint-Pierre aus dem 19. Jahrhundert
- Schloss Briord
- Schloss Granville
- Schloss La Rivière
- Schloss La Jutière
- Wasserturm
- Planète Sauvage, Zoo mit Safaripark

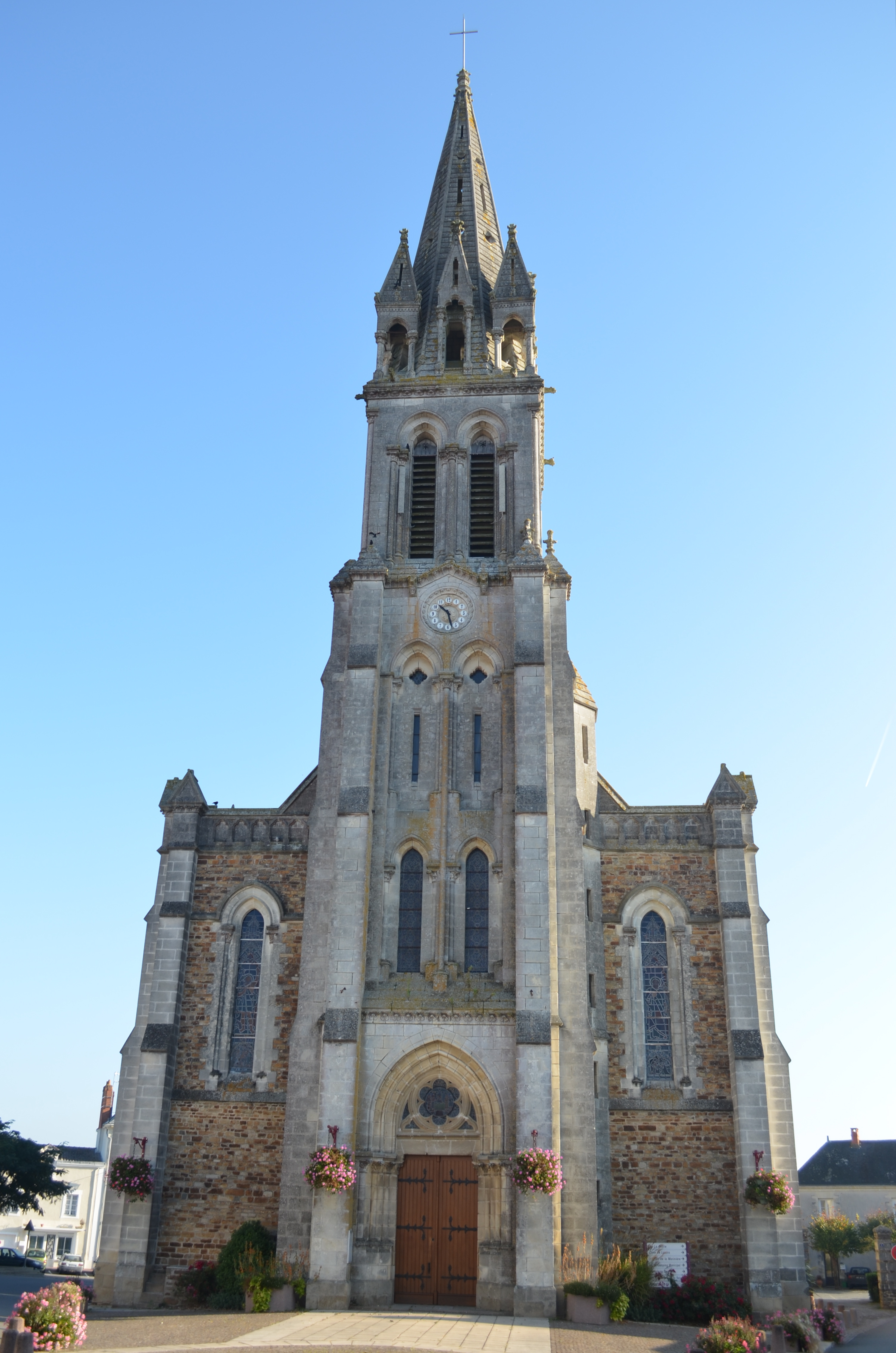
Kirche Saint-Pierre
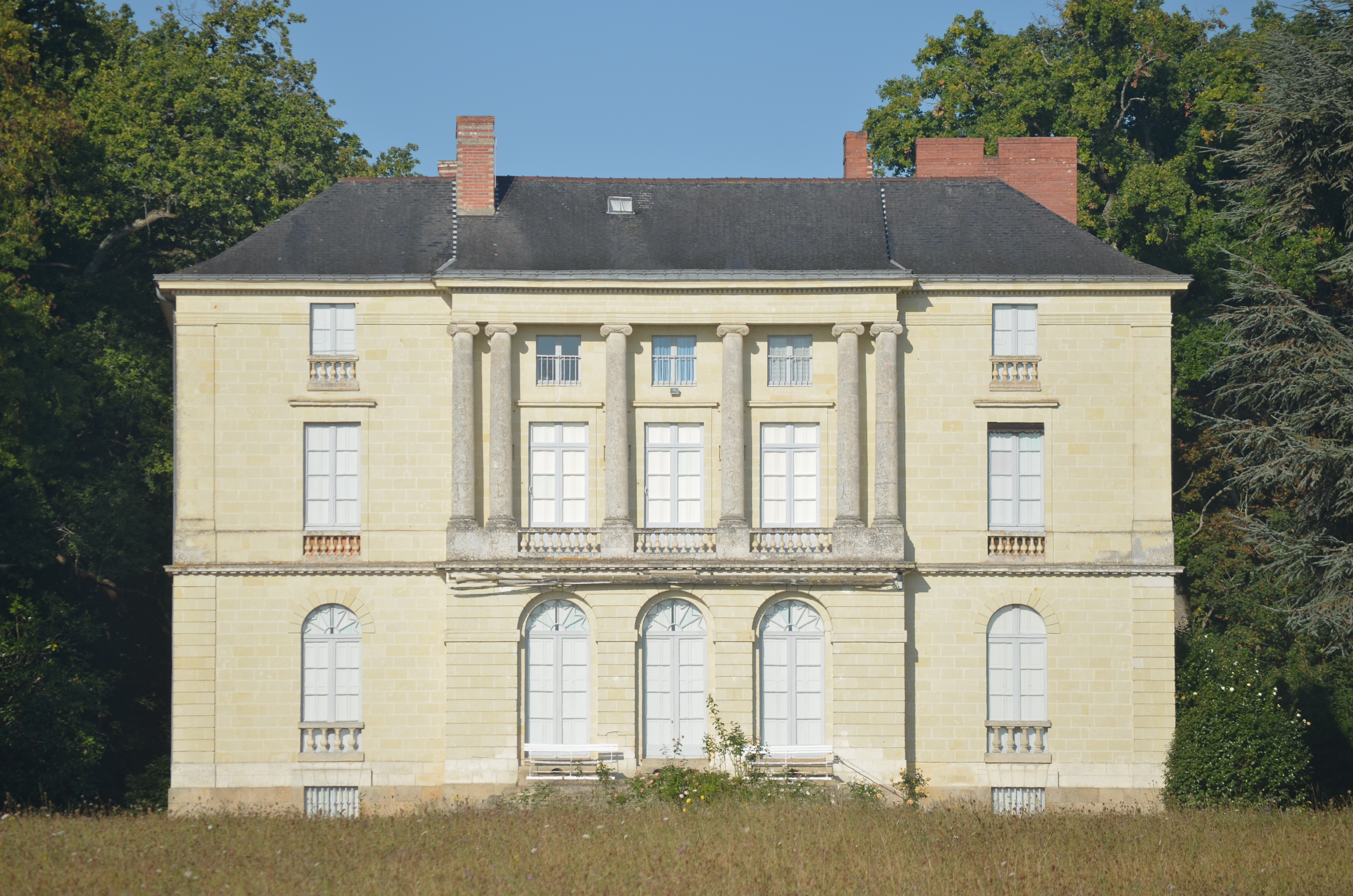
Schloss Granville
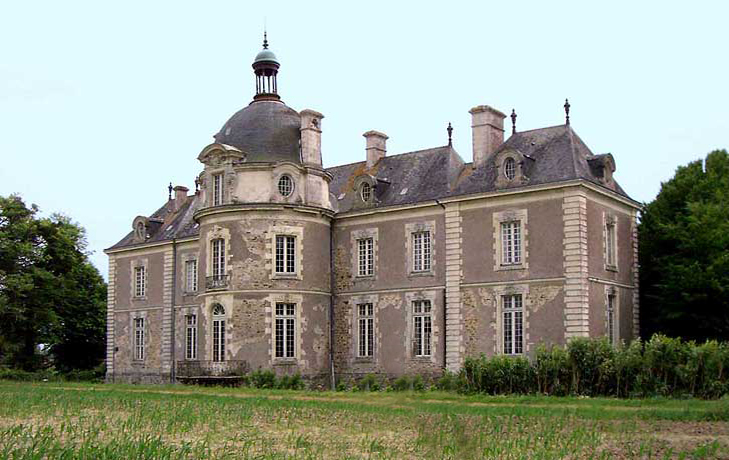
Schloss Briord
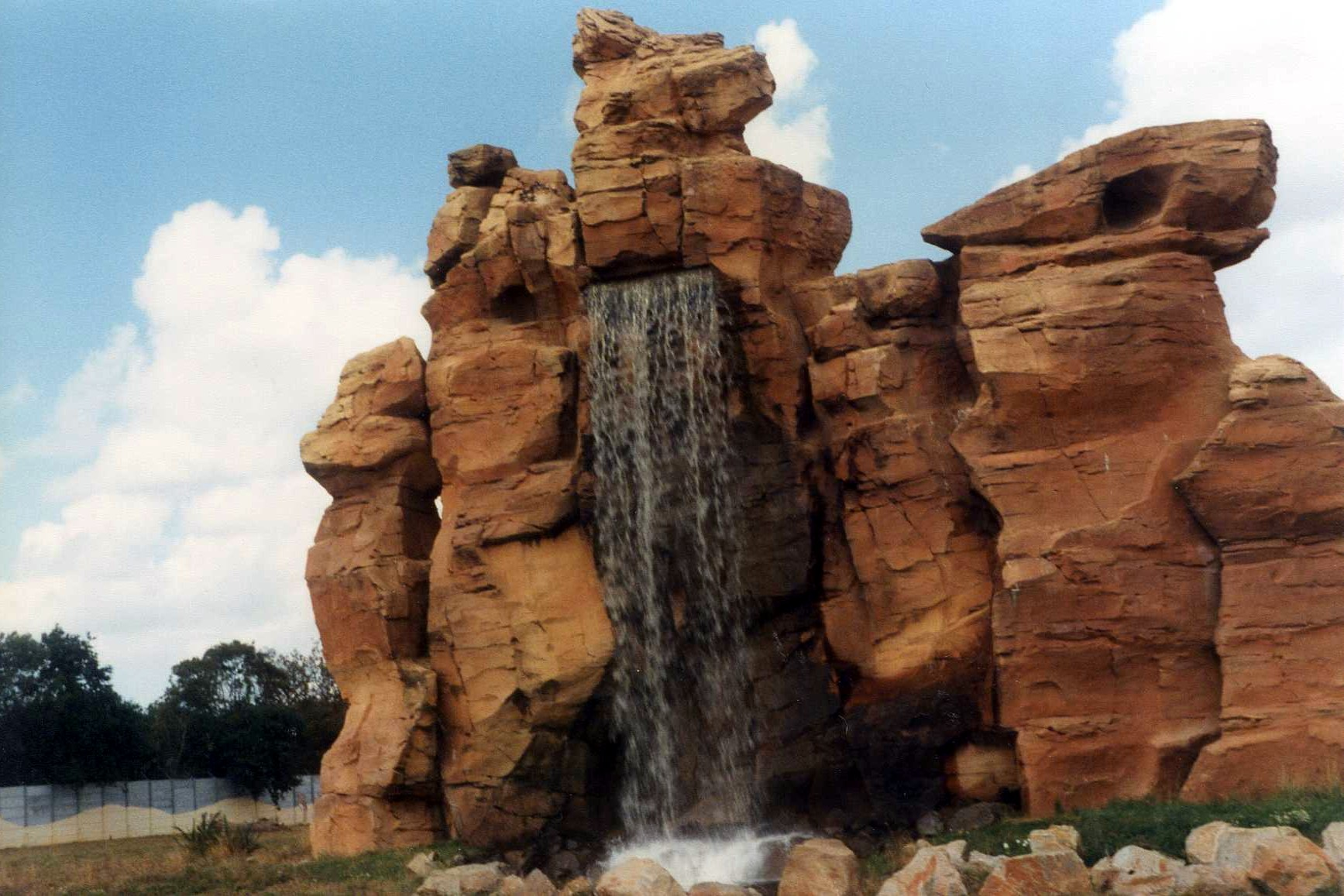
Planète Sauvage